# رود گور
رود گور (روسی: Гур) یک رودخانه در سرزمین خاباروفسک کشور روسیه است.